# Sint-Pieterskerk (La Minerie)

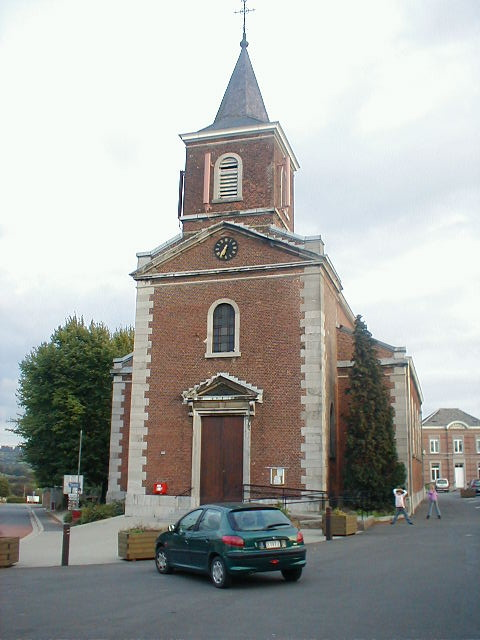
Sint-Pieterskerk

De Sint-Pieterskerk (Frans: Église Saint-Pierre) is de parochiekerk van de tot de Belgische gemeente Thimister-Clermont behorende plaats La Minerie.
In 1745 werd te La Minerie een aan Sint-Petrus gewijde kapel gebouwd. Deze werd in 1753 en 1765 vergroot. In 1837 werd La Minerie een zelfstandige parochie. De huidige kerk werd gebouwd in 1842-1843 in neoclassicistische stijl. De driebeukige kerk met halfronde koorafsluiting is gebouwd in baksteen met kalkstenen omlijstingen en hoekbanden.
De voorgevel en het ingangsportaal zijn beide voorzien van een driehoekig fronton. De ingebouwde vierkante toren heeft een achtkante spits.
Het kerkmeubilair is voornamelijk 19e-eeuws uit de tijd van de bouw. Een 17e-eeuws grafkruis bevindt zich tegen de kerkmuur. 